# Хар-Булукское сельское муниципальное образование
Хар-Булу́кское се́льское муниципа́льное образова́ние — сельское поселение в Целинном районе Калмыкии.
Административный центр — посёлок Хар-Булук.

## История
Границы образования установлены Законом Республики Калмыкия «Об установлении границ Хар-Булукского сельского муниципального образования Республики Калмыкия» от 25.12.2002 № 269-II-З.

## Состав сельского поселения
| № | Населённый пункт | Тип населённого пункта          | Население |
| - | ---------------- | ------------------------------- | --------- |
| 1 | Хар-Булук        | посёлок, административный центр | ↘783      |
| 2 | Джурак           | посёлок                         | ↗204      |
| 3 | Бургуста         | посёлок                         | ↗202      |

## География
Муниципальное образование находится на юго-западных склонах Ергенинской возвышенности, на его территории берут начало реки Джурак-Сал и Наин-Шара.
Граничит:
- на севере — с Чагортинским СМО и Верхнеяшкульским СМО,
- на северо-востоке — с Троицким СМО,
- на востоке — с Элистинским городским округом,
- на юго-востоке и юге — с Приютненским районом,
- на западе — с Ремонтненским районом Ростовской области.

Территорию сельского муниципального образования пересекает автодорога Элиста — Ремонтное — Зимовники, железная дорога Элиста — Дивное; в нём находится железнодорожная станция «Хар-Булук».
Общая площадь земель в границах образования составляет 38 330 га, в том числе: земли сельскохозяйственного назначения — 36 831 га (пашня — 13 658 га, пастбища — 231 53 га, многолетние насаждения, залежи — 20 га).

## Население
| 2002  | 2010  | 2011  | 2012  | 2013  | 2014  | 2015  |
| ----- | ----- | ----- | ----- | ----- | ----- | ----- |
| 1167  | ↘1152 | ↘1145 | ↗1189 | ↘1175 | →1175 | ↗1196 |
| 2016  | 2017  | 2018  | 2019  | 2020  | 2021  |       |
| ↘1145 | ↘1143 | ↗1153 | ↘1122 | ↘1111 | ↘1050 |       |

Более 70 % населения сельского муниципального образования — калмыки, чуть более 20 % — русские, около 3 % — чеченцы. Проживают также представители других национальностей (даргинцы, азербайджанцы, украинцы, белорусы, аварцы, башкиры, грузины, немцы).

## Экономика
На территории СМО по состоянию на 01.01.2011 года функционируют:

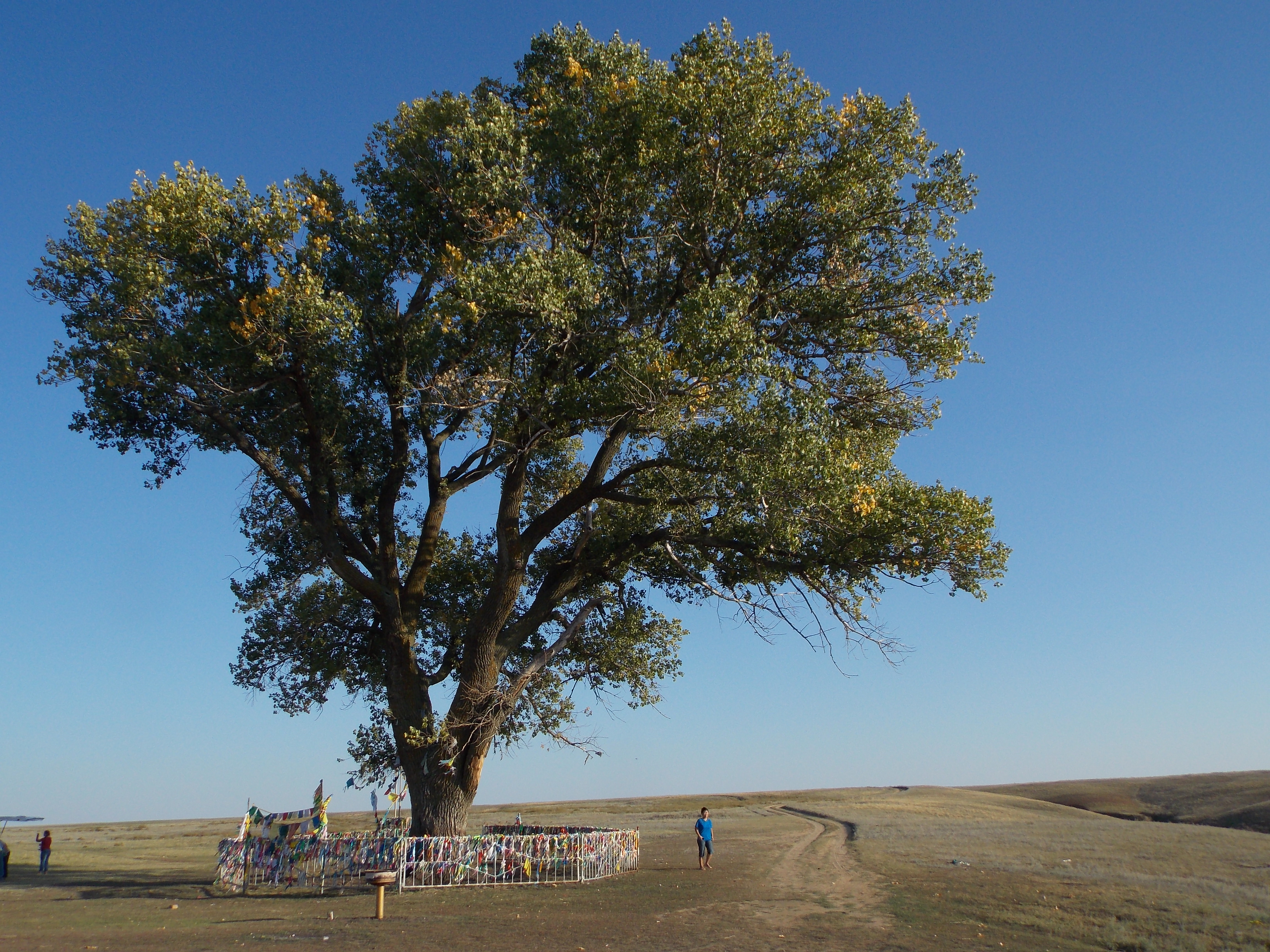
«Одинокий тополь»

- 30 крестьянско-фермерских хозяйств,
- 169 личных подсобных хозяйств,
- 1 индивидуальный предприниматель, осуществляющих торговую деятельность,
- 1 индивидуальный предприниматель, осуществляющий деятельность в сфере общественного питания.

## Особо охраняемые природные территории
На территории СМО расположен памятник природы республиканского значения — «Одинокий тополь с каскадом родников». Возраст тополя уже более 100 лет, высота дерева — 30-35 м, мощный ствол на высоте 1 м от земли в обхвате составляет около 4,5 м.